# Третьяк, Владислав Васильевич
Владислав Васильевич Третьяк (род. 1980, Киев) — украинский фехтовальщик, саблист, бронзовый призёр Олимпийских игр 2004 в личном первенстве, призёр чемпионатов мира в командном первенстве.

## Биография
Родился 21 февраля 1980 года в Киеве.
Отец Владислава Третьяка также был спортсменом, выступал в заводской футбольной команде. Он назвал сына в честь известного советского хоккеиста. Вместе со старшим братом Владислав катался на лыжах, коньках, также Владислав немного занимался плаванием, потом футболом, но после хирургической операции пришлось бросить этот спорт. В секцию фехтования привёл брат, он специализировался на шпаге, но Владислав на шпагу идти не хотел. Впоследствии, в школе № 159, где он тогда учился в пятом классе, пришли два тренера, которые набирали детей на фехтование. Они и уговорили Третьяка стать саблистом. Первым тренером спортсмена стал Николай Горюнов. Ради занятий спортом Третьяку приходилось часто пропускать уроки. Третьяк окончил Национальный университет физического воспитания и спорта, позже поступил в Налоговую академию.
В 2003 году Третьяк завоевал бронзовую медаль в командном первенстве на чемпионате мира. Через три года на этом турнире он вместе с командой завоевал уже бронзу.
В 2004 году он отправился на Олимпийские игры. Киевский саблист завоевал для Украины дебютную медаль Игр, которая стала также первой олимпийской наградой в фехтовании за времена независимости. В 1/8 финала украинский спортсмен встретился с неоднократным чемпионом мира итальянцем Луиджи Тарантино и неожиданно победил именитого оппонента. А в четвертьфинале Владислав сошёлся с земляком Владимиром Лукашенко. Большинство специалистов ставило на чемпиона мира Лукашенко, но победил Владислав Третьяк. В полуфинале он встретился с венгром Жолтом Немчиком, который впоследствии и праздновал победу, хотя к середине поединка уступал украинскому фехтовальщику. В поединке за третье место киевлянин нанёс поражение белорусу Дмитрию Лапкесу.
Владислав Третьяк поддерживает дружеские отношения с другим саблистом, Виталием Ошаровым. Помимо фехтования Третьяк увлекается бильярдом, ему предлагали принять участие в открытом первенстве Киева.